# George Salmond
George Salmond (* 1. Dezember 1969 in Dundee) ist ein ehemaliger schottischer Cricketnationalspieler. Nach seinem Karriereende wurde er Fußballschiedsrichter.

## Karriere
George Salmond spielte im Jahr 1999 fünfmal für die Schottische Cricket-Nationalmannschaft. Er debütierte dabei gegen Australien am 16. Mai 1999 in Edinburgh. Mit dem Schiedsrichterwesen begann Salmond nach seinem Karriereende als Cricketspieler im Jahr 2001. Er arbeitet hauptberuflich als Lehrer am George Watson’s College in Edinburgh.